# 下莱茵省
下莱茵省（法語：Bas-Rhin，發音：[bɑ ʁɛ̃] ⓘ）是法国的一个省，属于大东部大区，编号为67。2021年1月1日，下莱茵省与上莱茵省的领土集体合并为阿尔萨斯欧洲集体。上、下莱茵二省并未撤销，仍是法国国家行政区。

## 历史
下莱茵省是法国大革命期间，根据1789年12月22日的法律，于1790年3月4日建立的。它南与上莱茵省，西南与孚日省、默尔特-摩泽尔省，西与摩泽尔省接壤。它的东侧沿着莱茵河，以及北侧与德国接壤。
1871年，根据法兰克福条约，该省全境被划归德国；1919年凡尔赛条约将其重新划归法国。

## 名称
有趣的是，下莱茵省是法国仅存的含“下”（Bas）字修饰的省份。由于该字隐含的贬义，其余省份都改用更中性的命名，比如：下比利牛斯省于1969年更名为大西洋比利牛斯省，下阿尔卑斯省于1970年更名为上普罗旺斯阿尔卑斯省。同样的现象也出现在原来名字含有另一种意为“下”（Inférieur）字的省份。